# خورخياري (تخت بندر عباس)
خورخیاري (بالفارسية: خورخیاری) هي قرية تقع في إيران في قسم تخت الريفي. يقدر عدد سكانها بـ 35 نسمة بحسب إحصاء 2016.